# Beas de Guadix
Beas de Guadix és un municipi de la província de Granada, Andalusia. Limita amb els municipis de Marchal, Guadix, Lugros, Polícar i Cortes y Graena.